# هوگو بال
هوگو بال (آلمانی: Hugo Ball؛ ۲۲ فوریهٔ ۱۸۸۶ – ۱۴ سپتامبر ۱۹۲۷) یک نویسنده، و شاعر اهل آلمان بود.